# Hammarbya
Hammarbya is een monotypisch geslacht van de orchideeënfamilie (Orchidaceae). Het komt voor in Europa.
De enige soort in het geslacht, de veenmosorchis (Hammarbya paludosa), is een soort die onder andere in België en Nederland voorkomt.

## Naamgeving en etymologie
- Synoniem: Malaxis Sw. 1788

De naam Hammarbya is ontleend aan het Zweedse plaatsje Hammarby, dat is gelegen nabij Uppsala. Linnaeus had daar een zomerverblijf.

## Kenmerken
Aangezien Hammarbya een monotypisch geslacht is, wordt het volledig beschreven door zijn enige vertegenwoordiger, de veenmosorchis.

## Habitat
Hammarbya komt enkel voor op door water verzadigde plaatsen zoals hoogveen, trilveen en vochtige heide.

## Voorkomen
Plaatselijk zeer zeldzaam in Noord-, Midden- en West-Europa met inbegrip van de Britse Eilanden.

## Taxonomie
Het geslacht Hammarbya wordt samen met de geslachten Liparis en Malaxis tot de tribus Malaxideae gerekend.
Het geslacht onderscheidt zich slechts in details van het geslacht Malaxis. Veel auteurs beschouwen Hammarbya dan ook niet als een apart geslacht maar verenigen de beide geslachten, en in dat geval heeft de naam Malaxis Sw. uit 1788 prioriteit.
De belangrijkste verschilpunten zijn het voorkomen van broedknolletjes op de bladeren en de twee boven elkaar staande pseudobulben bij Hammarbya.